# Diemerbroek
Diemerbroek est un hameau de la commune néerlandaise d'Oudewater, dans la province d'Utrecht. Le 1er janvier 2007, le hameau comptait 160 habitants.